# Aquarius Dignitus

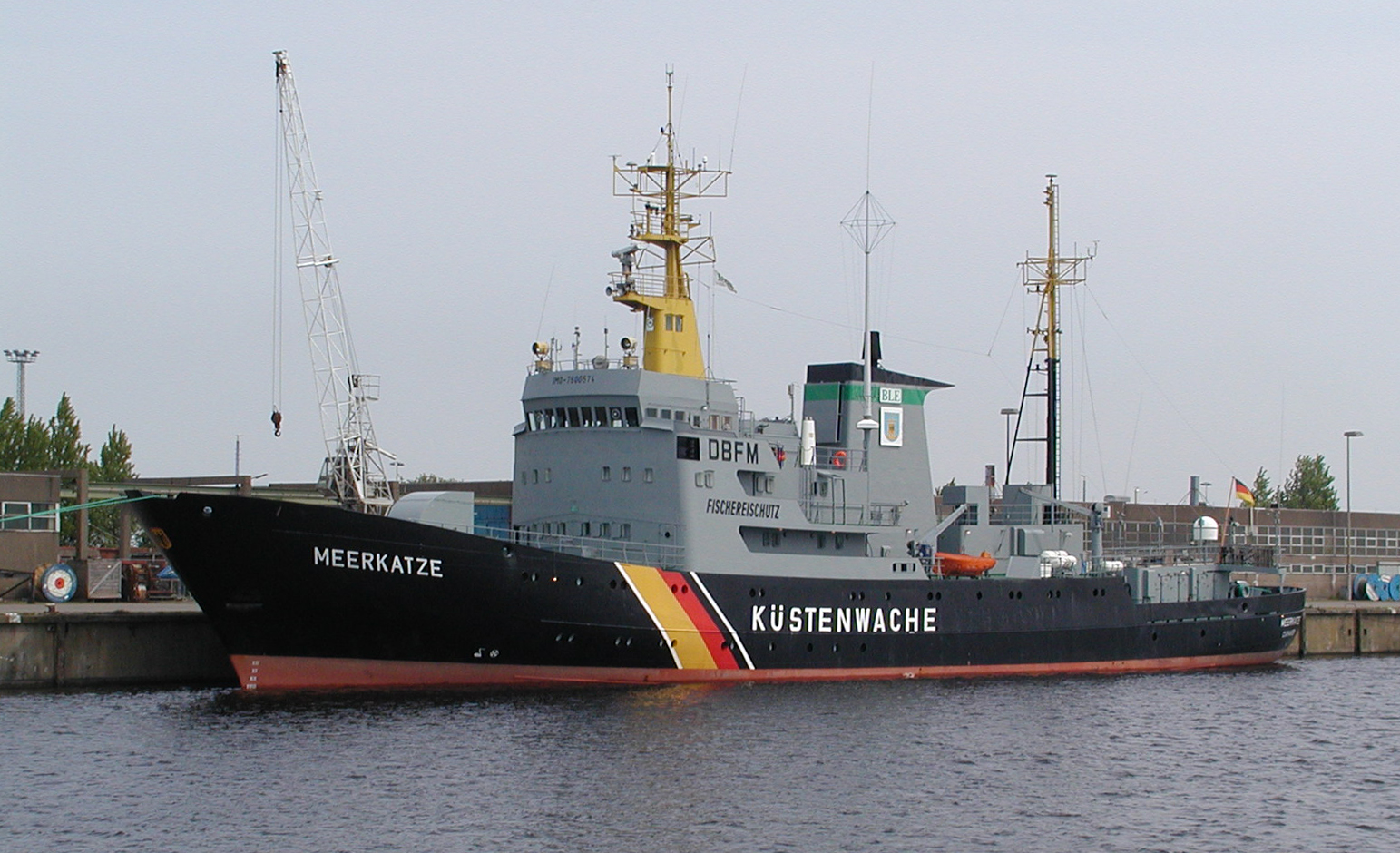
Nave vigilanza pesca Meerkatze (BLE)

Aquarius è un'ex nave oceanografica attualmente classificata del registro navale liberiano e dalla Det Norske Veritas-Germanischer Lloyd (DNV•GL) come "nave a scopo speciale" per il "trasporto speciale di persone non membri d'equipaggio né passeggeri", che è stata impiegata per la ricerca e soccorso in mare (SAR) dalla organizzazione non governativa internazionale SOS Méditerranée in collaborazione con Medici senza frontiere.
Dopo diversi cambi di bandiere la nave ha battuto quella panamense sino al 24 settembre 2018. Il 22 settembre, secondo la stampa, le autorità panamensi hanno informato ufficialmente la Jasmund Shipping, proprietaria della nave, dell'esclusione della stessa dal proprio registro navale su esplicita richiesta delle autorità italiane, avviando il giorno seguente le procedure per la cancellazione dell'Aquarius 2 dal proprio ente di classificazione.
Dall’inizio delle proprie attività di ricerca e soccorso in mare nel febbraio 2016, la Aquarius ha salvato circa 30.000 persone nelle acque internazionali tra Libia, Italia e Malta.

## Storia
La Aquarius 2 è stata costruita nel cantiere di P. Lürssen con il numero di scafo 13453. La posa della chiglia è avvenuta il 9 giugno 1976 e il varo il 19 novembre 1976. La nave è stata poi completata il 9 dicembre 1977 e ha poi operato con il nome di Meerkatze per l'Istituto federale per l'agricoltura e l'alimentazione come mezzo di controllo dell'attività di pesca (Fischereischutzboot).
Classificata dal Germanischer Lloyd (GL) come classe di rompighiaccio E2 ed utilizzata principalmente nel Mare del Nord centrale e nell'Atlantico settentrionale. Grazie alla sua progettazione, la nave era eccezionalmente idonea alla navigazione anche in condizioni di tempo avverso. Nell'aprile 2009 è stata ritirata dal servizio e sostituita con una nuova nave omonima Meerkatze II (ex nave da ricerca alieutica Anton Dohrn).
Dopo essere stata dismessa, la nave fu acquistata dalla società di navigazione RS Research Shipping (oggi Jasmund Shipping) di Brema, a cui venne consegnata il 2 aprile 2009 e successivamente ripristinata. Con il nome di Aquarius passò sotto la bandiera di Gibilterra come nave d'ispezione privata di nuovo in funzione. Fino alla fine del 2015 effettuava spedizioni verso i giacimenti petroliferi o utilizzata per la posa di cavi marini e nel settore dell'energia eolica. L'ultima volta è stato a Mukran, a Rügen, il porto d'origine dell'armatore di Lietzow Christoph Hempel. Per il momento, la loro ultima missione come nave di rilevamento ha portato l'Aquarius al largo della costa siberiana nel tardo autunno 2015.
La nave è stata noleggiata dal febbraio 2016 dall'organizzazione umanitaria SOS Méditerranée. Durante le missioni coordinate dal centro italiano di soccorso MRCC di Roma, la nave Aquarius di stanza in Sicilia ha pattugliato le acque intorno a Lampedusa e vicino alla costa libica.

## Il sequestro e la cessazione delle attività
Il 20 novembre 2018 la Procura di Catania dispone il sequestro preventivo della nave mentre si trova nel porto di Marsiglia e di 460.000 euro, con l'accusa di smaltimento illecito di 24.000 kg di rifiuti inquinanti. Gli indagati, nell'inchiesta che coinvolge anche la nave Vos Prudence, sono complessivamente 24: tra i rifiuti catalogati come pericolosi figurano indumenti contaminati indossati dai migranti e scarti alimentari.
Il 6 dicembre 2018 Medici senza frontiere e SOS Méditerranée hanno annunciato la sospensione delle proprie attività di salvataggio nel Mediterraneo con la Aquarius 2 denunciando un crescente clima di criminalizzazione dei migranti e di chi li aiuta.
Il 15 gennaio 2019 il tribunale del Riesame di Catania annulla il sequestro di 200.000 euro precedentemente ordinato dal pubblico ministero catanese Zuccaro. Le motivazioni, pubblicate l'8 febbraio 2019, affermano l'infondatezza dell'accusa di traffico illecito di rifiuti, comminando solo una contravvenzione per lo smaltimento indifferenziato degli abiti dei migranti.

### Navi SAR di ONG
- Iuventa (Jugend Rettet)
- Minden (LifeBoat)
- Bourbon Argos (MSF)
- Dignity I (MSF)
- Vos Prudence (MSF)
- Phoenix (MOAS)
- Topaz Responder (MOAS)
- Golfo Azzurro (Proactiva Open Arms)
- Vos Hestia (Save the Children)
- Sea-Eye (Sea-Eye)
- Sea-Watch (Sea-Watch)
- Sea-Watch 2 (Sea-Watch)
- Sea-Watch 3 (Sea-Watch)